# Eschenbach (San Gallo)
Eschenbach ( toponimo tedesco) è un comune svizzero di 10 169 abitanti del Canton San Gallo, nel distretto di See-Gaster.

## Geografia fisica

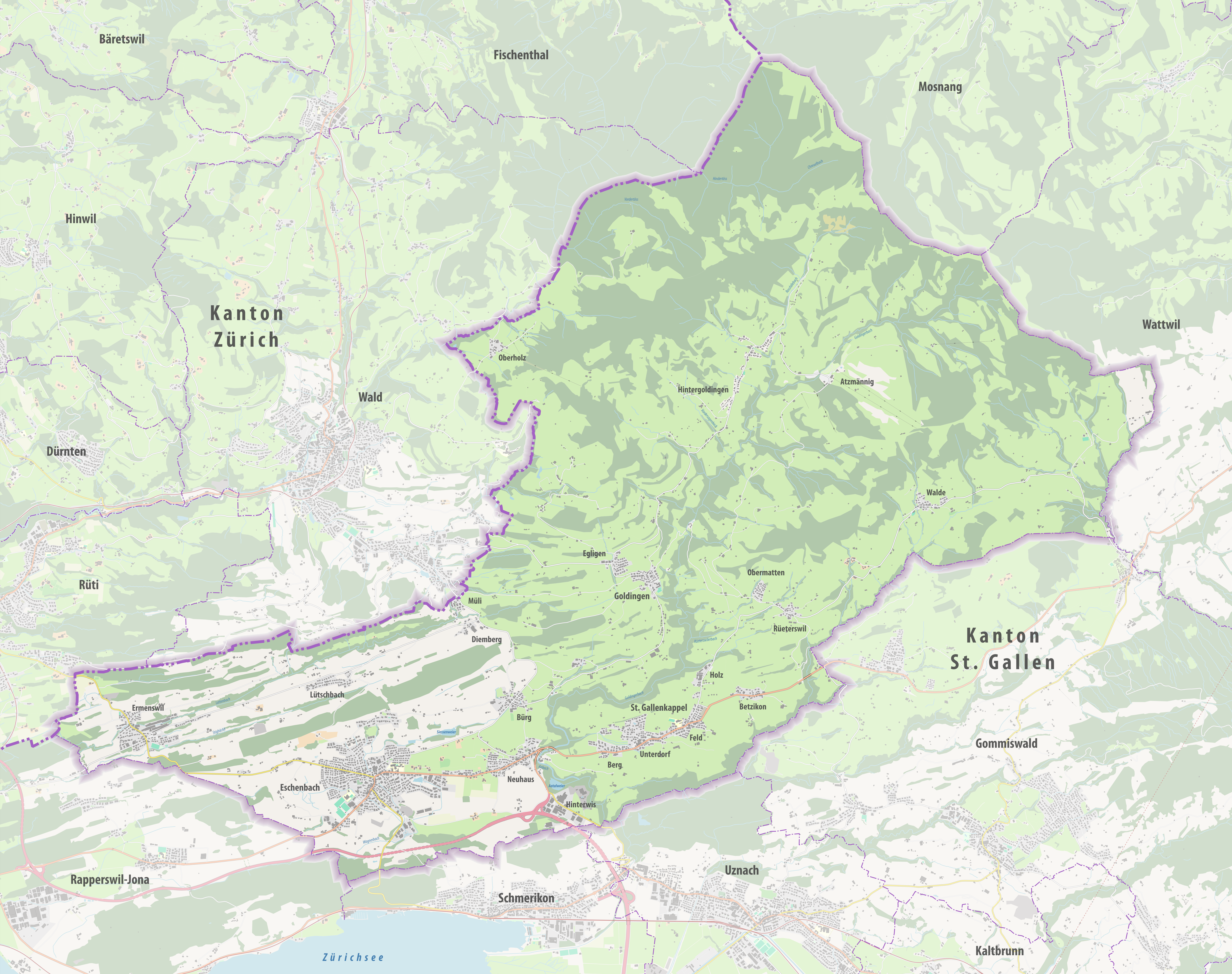
Il territorio di Eschenbach

Il territorio di Eschenbach si estende sulle alture che sovrastano l'estremità nordorientale del lago di Zurigo.

## Storia
Il comune politico di Eschenbach è stato istituito nel 1803; il 1º gennaio 2013 ha inglobato i comuni soppressi di Goldingen e Sankt Gallenkappel.

## Monumenti e luoghi d'interesse
- Chiesa parrocchiale cattolica di San Vincenzo (fino al 1309 di San Michele), attestata dall'885[4], ricostruita nel 1792-1795 e ampliata nel 1917-1918[senza fonte];
- Cappella Furrer a Oberdorf, eretta nel 1700 circa[4];
- Cappella  di San Giacomo a Neuhaus, rinnovata nel 1635 e ricostruita nel 1695-1697[4];
- Cappella Domeisen, eretta nel 1740[4].

## Società

### Evoluzione demografica
L'evoluzione demografica è riportata nella seguente tabella:
Abitanti censiti

## Geografia antropica

### Frazioni

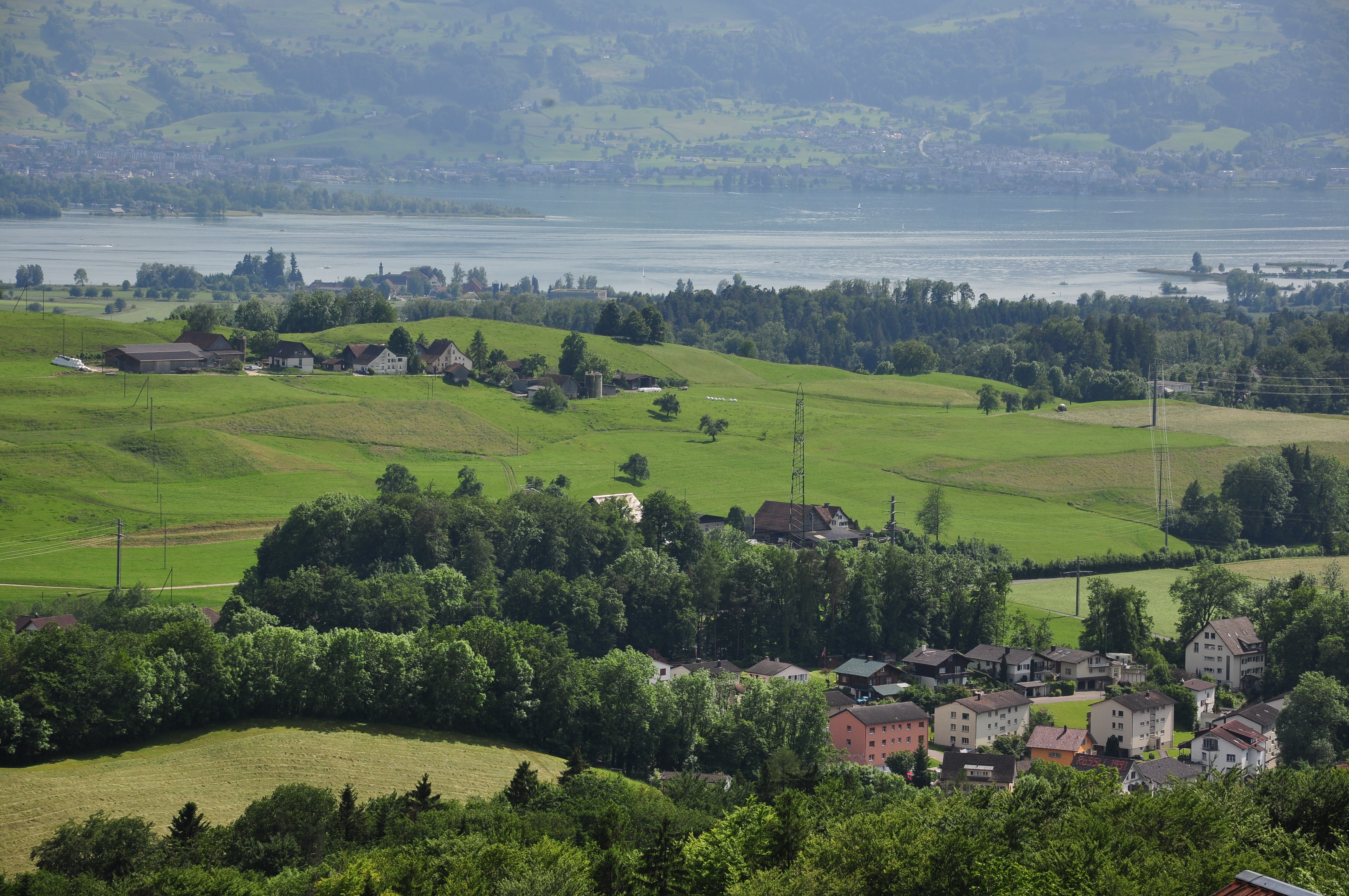
Lütschbach; sullo sfondo, il lago di Zurigo

Le frazioni di Eschenbach sono:
- Bürg
- Diemberg
- Ermenswil
- Goldingen[6]
  - Echeltschwil
  - Eglingen
  - Gibel
  - Hintersagen
  - Hubertingen
  - Oberholz
  - Vordersagen
  - Wolfertingen
- Länziken
- Lütschbach
- Neuhaus
- Sankt Gallenkappel[7]
  - Bezikon
  - Rüeterswil
  - Walde

## Economia
L'economia locale si basa prevalentemente sull'industria (Baumann & Co, fabbrica di molle; Eibert, legatoria; Enviro-Chemie, chimica) e sul pendolarismo in uscita verso Rapperswil-Jona, Uznach, Wald e l'area metropolitana di Zurigo.

## Infrastrutture e trasporti
Eschenbach è servito dall'omonima uscita sull'autostrada A15 e dalle strade principali 8 e 345.